# Ratkovo, Odžaci
Ratkovo (izvirno srbsko Ратково) je naselje v Srbiji, ki upravno spada pod Občino Odžaci; slednja pa je del Zahodnobačkega upravnega okraja.

## Demografija
V naselju živi 3294 polnoletnih prebivalcev, pri čemer je njihova povprečna starost 40,5 let (39,0 pri moških in 41,9 pri ženskah). Naselje ima 1353 gospodinjstev, pri čemer je povprečno število članov na gospodinjstvo 3,04.
To naselje je, glede na rezultate popisa iz leta 2002, večinoma srbsko.
|  |

| Demografija | Demografija     | Demografija     |
| Leto        | Št. prebivalcev | Št. prebivalcev |
| ----------- | --------------- | --------------- |
|             |                 |                 |
|             |                 |                 |
|             |                 |                 |
|             |                 |                 |
| 1948        | 4835            |                 |
| 1953        | 4904            |                 |
| 1961        | 5266            |                 |
| 1971        | 4684            |                 |
| 1981        | 4337            |                 |
| 1991        | 4114            | 4016            |
| 2002        | 4230            | 4118            |
|             |                 |                 |

| Etnična sestava po popisu iz leta 2002 | Etnična sestava po popisu iz leta 2002 | Etnična sestava po popisu iz leta 2002 | Etnična sestava po popisu iz leta 2002 | Etnična sestava po popisu iz leta 2002 |
| -------------------------------------- | -------------------------------------- | -------------------------------------- | -------------------------------------- | -------------------------------------- |
| Srbi                                   | Srbi                                   |                                        | 3.760                                  | 91,30%                                 |
| Črnogorci                              | Črnogorci                              |                                        | 62                                     | 1,50%                                  |
| Jugoslovani                            | Jugoslovani                            |                                        | 43                                     | 1,04%                                  |
| Slovaki                                | Slovaki                                |                                        | 39                                     | 0,94%                                  |
| Madžari                                | Madžari                                |                                        | 39                                     | 0,94%                                  |
| Hrvati                                 | Hrvati                                 |                                        | 27                                     | 0,65%                                  |
| Romi                                   | Romi                                   |                                        | 23                                     | 0,55%                                  |
| Nemci                                  | Nemci                                  |                                        | 11                                     | 0,26%                                  |
| Makedonci                              | Makedonci                              |                                        | 3                                      | 0,07%                                  |
| Čehi                                   | Čehi                                   |                                        | 1                                      | 0,02%                                  |
| Bošnjaki                               | Bošnjaki                               |                                        | 1                                      | 0,02%                                  |
| Neznano                                | Neznano                                |                                        | 18                                     | 0,43%                                  |